# Ирмингард фон Тур
Ирмингард от Тур (на немски: Irmingard von Tours; на френски: Ermengarde ou Irmingarde de Tours) е кралица и императрица като съпруга на Лотар I, императора на Свещената Римска империя от Каролингите.

## Биография
Родена е около 795/804 година в Елзас. Дъщеря е на Хуго (* 780; † 20 октомври 837) от Тур (граф на Тур 828 г., херцог на Локате при Милано), от род Етихониди от Елзас, и на съпругата му Ава († 840).
Ирмингард се омъжва през средата на октомври 821 г. в Тионвил за Лотар I (* 795; † 29 септември 855 г.), най-големият син на император Лудвиг Благочестиви и внук на Карл Велики. Лотар е от юли 817 г. римски съ-император (до 840 г.) с баща си. През 822 г. нейният съпруг поема властта над Италия (като подкрал на Италия и крал на лангобардите). На Великден 5 април 823 г. Лотар е коронован от папа Пасхалий I за император и между 843 – 855 г. e крал на Средното-Франкско кралство.
През 849 г., две години преди смъртта си, тя дарява манастира Ерщайн в Елзас, в който е погребана. Ирмингард умира на 20 март 851 г.

## Деца
Ирмингард и Лотар I имат 9 деца:
- Лудвиг II (* 825; † 875), съимператор
- Хилтруда (* 826; † 865), ∞ граф Беренгар († пр. 865/866)
- Берта (* 830; † 852), абатеса на Avenay
- дъщеря, вероятно Ирмгард или Ерменгарда (ок. 830 – 849), 846 отвлечена, ∞ Гизелберт, граф в Маасгау (Регинариди), 866 граф в Ломегау, брак 849 признат
- Гизела или Гисла (* 830; † 860), 851 – 860 абатеса на Сан Салваторе в Бреша
- Лотар II (* 835; † 869), крал на Лотарингия ∞ I 855 за Теутберга, дъщеря на граф Бозон Стари от Арл (Бозониди)
- Ротруда (кръстена 835/840 в Павия), ∞ 850/851 за Ламберт II, маркграф на Бретан, граф на Нант (Гвидони) X 1 май 852
- Карл (* 845; † 863), крал на Прованс
- Карлман (* 853)